# カーリー・スー
『カーリー・スー』（原題: Curly Sue）は1991年公開のアメリカ映画。

## ストーリー
ホームレスで孤児の9歳の少女カーリー・スーと、その「保護者」のビル・ダンサー。2人は各地で当たり屋を行い、生計をたてており、冬のシカゴへやってきた。今回のターゲットはエリート弁護士のグレイ・アリソン。いつものようにグレイを詐欺にハメ、グレイに夕食をごちそうになった。そして数日後、ビルは本当に交通事故に遭ってしまう。そして事故の相手がグレイだったのである。グレイは気を失ったビルを自分の家に運びしばらくスーも含め一緒に住むことになった。このような異様な状態だがグレイはいつしかスーの可愛らしさに惹かれていく。しかしそれをよく思わないグレイの恋人ウォーカーはビルがスーを虐待していると警察に通報。ビルは逮捕されスーは施設に引き取られた。だがグレイはこれを機に2人が自分にとって大切な存在であることに気づきビルを釈放させスーを自分の子供として引き取ることにした。スーはビルと離れ離れになってしまうのではと心配したが一緒に住むことがわかり、スーは学校に通学するようになった。

## 登場人物
カーリー・スー
演 - アリサン・ポーター
ホームレスで孤児の9歳の少女。母親はフロリダで死んだ。思慮深く、頭の回転は早いが義務教育を受けていないので学力はない。名前の由来はジョーという人物に「カーリー・ハワードに似ている」と言われたこと。根は優しいが強気で口が悪く、手が出ることもある。グレイの家で金目の物を漁るなど手癖も悪い。文盲であることを偽装するために難しい単語のスペルだけを言えるように覚えている。
ビル・ダンサー
演 - ジェームズ・ベルーシ
カーリーの保護者であり相棒。カーリーが赤ん坊のころから彼女を世話してきた。カーリーとの共犯で交通事故に見せかけた偽装事故でグレイを詐欺にかけて、たかっていたがグレイに一目ぼれをしてしまう。その後、皮肉にも本当にグレイが起こした事故で重傷を負うこととなるが奇しくもグレイと同居する切っ掛けとなる。これを機に人生をまじめにやり直すことを考える。
グレイ・アリソン
演 - ケリー・リンチ
女弁護士。強気で法律の力で相手を破滅させても構わないスタンスを持つ。それなりに裕福で一人暮らしながら家は大きい。カーリーとビルの交通事故に見せかけた偽装事故に引っ掛かり詐欺にあい、たかられていたところをウォーカーに助けられ、難を逃れることで事なきを得たがグレイはこのことでカーリーを気に掛けるようになる。その後、ビルを本当に轢いてしまい、その件でカーリーを引き取り、ビルの世話もするようになる。二人とのやり取りから親切な心を持つようになる。
ウォーカー・マコーミック
演 - ジョン・ゲッツ
グレイの恋人。カーリーとビルにたかられていたグレイを助ける。グレイの家に住むようになったカーリーとビルを快く思っていない。不信感が募り、ビルを児童虐待の虚偽通報で逮捕させる。グレイにより、車で軽く引きずり回され報復を受けた。
バーナード・オックスバー
演 - フレッド・トンプソン
グレイが務める法律事務所の上司。グレイの強引すぎるスタンスに辟易している。
アーノルド夫人
演 - バーバラ・ターバック
夫に浮気をされたことでグレイに弁護を頼んだ女性。浮気をされたことを悩んではいるが夫を軽蔑しているわけではなく夫に過剰な措置を加えようとするグレイのことをむしろ辟易している。しかしカーリーとビルとの出会いで親切になったグレイを見直すようになる。
浮浪者
演 - ラルフ・フーディ
ビルたちから指輪を盗んで質屋に売る。後に刑務所でビルと再会をして報復を食らう。
トリーナ
演 - ヴィヴェカ・デイヴィス
グレイの家のメイド。職務中にポーカーをするなど職務怠慢の部分がある。素性の知れなかったビルが家にいて殴ってしまったがカーリーとの三人ですぐにポーカーをするなど仲良くなった（ただし先述したように職務怠慢したことになる）。
アニス・ホール
演 - ゲイル・ボッグス
グレイの同僚。
フランク・アーノルド
演 - ジョン・アシュトン
政治家。浮気をしている。グレイにカーリーの親権を得るために脅しに近い仕打ちを受けて児童福祉所に掛け合った。
アルバート
演 - ブランスコム・リッチモンド
レストランの店員。
テシオ
演 - スティーヴ・カレル
レストランの店員。

## キャスト
| 役名                     | 俳優                       | 日本語吹替 | 日本語吹替   | 日本語吹替 |
| 役名                     | 俳優                       | ソフト版   | 日本テレビ版 |            |
| ------------------------ | -------------------------- | ---------- | ------------ | ---------- |
| カーリー・スー           | アリサン・ポーター         | 坂本真綾   | 渡辺菜生子   |            |
| ビル・ダンサー           | ジェームズ・ベルーシ       | 安原義人   | 磯部勉       |            |
| グレイ・アリソン         | ケリー・リンチ             | 一柳みる   | 駒塚由衣     |            |
| ウォーカー・マコーミック | ジョン・ゲッツ             | 有川博     | 小川真司     |            |
| バーナード・オックスバー | フレッド・トンプソン       | 仁内建之   | 有本欽隆     |            |
| アーノルド夫人           | バーバラ・ターバック       | 瀬能礼子   | 藤夏子       |            |
| 浮浪者                   | ラルフ・フーディ           | 納谷悟朗   | 丸山詠二     |            |
| トリーナ                 | ヴィヴェカ・デイヴィス     |            | 堀越真己     |            |
| アニス・ホール           | ゲイル・ボッグス           |            | 喜田あゆ美   |            |
| フランク・アーノルド     | ジョン・アシュトン         | 村越伊知郎 | 小島敏彦     |            |
| 秘書                     | エディ・マックラーグ       | 太田淑子   | さとうあい   |            |
| アルバート               | ブランスコム・リッチモンド |            | 青森伸       |            |
| テシオ                   | スティーヴ・カレル         |            |              |            |

- その他：林一夫／小池浩司／入江崇史／西尾真理／丸山真奈実
- 日本テレビ版：初回放送1995年8月18日『金曜ロードショー』

その他：幹本雄之、岩田安生、徳丸完、星野充昭、沢海陽子、小野英昭

## DVD
ワーナー・ホーム・ビデオより2003年8月8日リリース。